# 西尾藩
西尾藩（にしおはん）は、江戸時代に三河国に存在した藩。西尾城（現愛知県西尾市）を居城とした。藩主は、本多家（膳所）、松平家 （大給府内）、太田家、井伊家（与板）、増山家、土井家（刈谷）、三浦家、松平家（大給西尾）が就封した。

## 藩史
西尾城は、徳川家康が今川氏から自立した永禄4年（1561年）、家臣の酒井正親を城主に任命して治めさせた地である。なお、正親は徳川家臣団の中で家康から初めて城主に任命された人物である。
関ヶ原の戦い後、豊臣氏恩顧の大名は家康によって西国に移封され、慶長6年（1601年）2月に下総小篠から本多康俊が2万石で入った。これが西尾藩の立藩である。元和3年（1617年）10月、康俊は近江膳所藩に移封された。
代わって下野板橋藩から松平成重が2万石で入った。しかし元和7年（1621年）7月に丹波亀山藩に移封される。
そのため、父・康俊の跡を継いで近江膳所藩の第2代藩主となっていた本多俊次が3万5,000石で西尾藩に入ったが、寛永13年（1636年）6月23日に伊勢亀山藩に移封された。これにより西尾は廃藩、幕府領となった。
寛永15年（1638年）4月24日、下野山川藩から太田資宗が3万5,000石で入る。資宗は西尾城と城下町の改築に尽力したが、完成直前の寛永21年（1644年）2月28日に遠江浜松藩に移封された。このため、西尾藩は再び廃藩となった。
正保2年（1646年）6月23日、上野安中藩から井伊直好が3万5,000石で入る。直好は井伊直政の孫に当たり、西尾城の改築を完成させた後の万治2年（1659年）1月28日に遠江掛川藩に移封された。
直後の2月3日、相模国内から増山正利が2万石で入る。正利の姉・お蘭（お楽の方）は第4代将軍徳川家綱の生母で、正利は家綱の教育係を行った人物で、その縁から家綱によって大名に取り立てられ、第2代藩主増山正弥は寛文3年（1663年）7月に常陸下館藩に移封された。
代わって、下野国内から土井利長が2万3,000石で入る。利長は江戸幕府の老中・大老として前期幕政を主導した土井利勝の三男である。第2代藩主土井利意は税制改革・農政に尽力した善政を行った名君と言われている。第4代藩主土井利信時代の延享4年（1747年）2月11日に三河刈谷藩に移封された。入れ替わる形で三浦義理が2万3,000石で入る。しかし第2代藩主三浦明次時代の明和元年（1764年）6月21日に美作勝山藩に移封される。
このように、江戸時代前期の西尾藩は転封が多く、入封しても十数年で再度移封されるという状況であった。出羽山形藩より松平乗祐が6万石で入封して以降、この状況はようやく解消された。乗祐の家は十八松平家の一つ大給松平家の宗家に当たり、6万石の表高であったが、西尾のみでは石高が足らず、越前国内にも飛び地として所領が与えられた。また松平一門の名門として、摂津尼崎藩主桜井松平家と共に諸大夫の筆頭として殿中での拝謁では従五位下の大名の中で最初に拝謁することになっており、以降の歴代藩主は老中として幕政に関与するものが多かった。ただし、幕閣入りしたため、松平家の財政は困窮することが多かった。
第3代藩主松平乗寛は松平定信の寛政の改革に参与し、幕政改革に従って藩政改革も行い、幕府機構の取り入れを行っている。
第4代藩主松平乗全は井伊直弼の安政の大獄で井伊派として一橋派の処分に務めた。
第5代藩主松平乗秩時代の慶応4年（1868年）の戊辰戦争では、佐幕派と尊王派による大論争が行われ、藩が分裂の危機に陥ったが、下級武士層による尊王派が大局を占め、尾張藩に従って新政府に与し、存続に苦慮していた。
明治2年（1869年）の版籍奉還で乗秩は西尾藩知事に任じられ、明治4年（1871年）の廃藩置県で藩知事を免官され、西尾藩も廃藩となった。
西尾藩は山本周五郎作『町奉行日記』（市川崑により『どら平太』として映画化された）の舞台となった藩のモデルと言われる。

## 城地
- 西尾城：愛知県西尾市錦城町

## 歴代藩主

### 本多（膳所）家
1. 本多縫殿助康俊

### 松平（府内大給）家
1. 松平右近将監成重

### 本多（膳所）家
1. 本多下総守俊次

### 幕府領
- 代官鈴木八右衛門・鳥山牛之助による支配

### 太田家
1. 太田備中守資宗〔小姓組番頭・六人衆（若年寄）・奏者番〕

### 幕府領
- 代官鈴木八右衛門・鳥山牛之助による支配

### 井伊（与板）家
1. 井伊兵部少輔直好

### 増山家
1. 増山弾正少弼正利〔奏者番・詰衆〕
2. 増山兵部少輔正弥

### 土井（刈谷）家
1. 土井兵庫頭利長〔奏者番〕
2. 土井伊予守利意〔奏者番・寺社奉行〕
3. 土井淡路守利庸
4. 土井大隅守利信

### 三浦家
1. 三浦主計頭義理〔奏者番・寺社奉行〕
2. 三浦志摩守明次

### 松平（西尾大給）家
1. 松平和泉守乗祐〔奏者番・寺社奉行・大坂城代〕
2. 松平和泉守乗完〔奏者番・寺社奉行・京都所司代・老中〕
3. 松平和泉守乗寛〔奏者番・寺社奉行・京都所司代・老中〕
4. 松平和泉守乗全〔奏者番・寺社奉行・大坂城代・老中〕
5. 松平和泉守乗秩〔奏者番・寺社奉行〕

## 幕末の領地
- 三河国
  - 碧海郡のうち - 1村

小川村(182石2斗4升8合9勺9才3撮)
- - 幡豆郡のうち - 112村

養(ヶ島村(76石3斗2升7合0勺0才3撮)・杉浦新田(10石9斗0升8合0勺0才0撮)・久八荒子村(55石6斗4升7合9勺9才9撮)・三ツ井村(16石4斗4升0合0勺0才1撮)・北新田村(53石9斗8升3合0勺0才2撮)・西中村(44石3斗9升6合0勺0才0撮)・下新井村(211石9斗0升8合9勺9才7撮)・赤羽村(409石4斗8升1合9勺9才5撮)・藤江村(125石2斗6升4合9勺9才9撮)・藤尾新田(5石3斗1升5合0勺0才0撮)・一色村(732石8斗5升1合0勺1才3撮)・北須村(21石7斗7升7合0勺0才0撮)・北浜村(34石0斗4升4合9勺9才8撮)・徳永村(235石4斗5升5合0勺0才2撮)・大戸村(77石0斗1升2合0勺0才1撮)・味浜村(421石0斗1升9合9勺8才9撮)・新斎村(　24石0斗5升2合0勺0才0撮)・小藪新田(290石7斗1升2合0勺0才6撮)・大岡新田(175石0斗3升3合0勺0才5撮)・細川新田(228石2斗0升3合9勺9才5撮)・中外沢村(447石1斗2升2合9勺8才6撮)・東実録新田(276石8斗6升4合9勺9才0撮)・西実録新田(159石2斗2升3合0勺0才7撮)・外宿村(154石7斗6升3合0勺0才0撮)・野々宮村(203石2斗3升5合0勺0才1撮)・下平島村(102石6斗6升0合0勺0才4撮)・上平島村(235石4斗5升7合9勺9才3撮)・池頭村(370石0斗7升6合9勺9才6撮)・横手村(405石9斗3升4合9勺9才8撮)・上道目記村(308石6斗6升2合9勺9才4撮)・下道目記村(229石9斗7升9合0勺0才4撮)・天竹村(167石9斗5升5合0勺0才2撮)・惣五郎村(104石5斗2升9合9勺9才9撮)・野田村(195石6斗7升9合9勺9才3撮)・行用村(561石0斗1升0合0勺1才0撮)・池尾新田(7石8斗1升0合0勺0才0撮)・八ヶ尻村(199石2斗6升6合9勺9才8撮)・笹曾根村(270石6斗7升4合0勺1才1撮)・平口村(349石0斗5升2合0勺0才2撮)・中田村(497石0斗3升6合9勺8才7撮)・針曾根村(415石0斗7升9合0勺1才0撮)・長繩村(278石7斗6升9合9勺8才9撮)・市子村(741石1斗4升5合0勺2才0撮)・七平村(30石4斗6合8升0勺0才0撮)・対米村(623石8斗7升7合9勺9才1撮)・熱池村(391石0斗5升9合9勺9才8撮)・熊野村(30石0斗0升4合0勺0才0撮)・住崎村(282石9斗4升9合0勺0才5撮)・新在家村(295石7斗6升5合0勺1才5撮)・上中畑村(352石6斗1升4合0勺1才4撮)・小間村(210石8斗3升2合0勺0才1撮)・下中畑村(201石1斗0升2合0勺0才5撮)・浅井村(58石6斗8升2合9勺9才9撮)・田貫村(312石2斗5升2合0勺1才4撮)・法光寺村(272石8斗9升1合9勺9才8撮)・蒲原新田(58石4斗6升9合0勺0才2撮)・新実新田(125石3斗1升4合00才3撮)・市川新田(257石2斗9升9合9勺8才8撮)・古居新田(115石2斗7升2合0勺03撮)・平坂村(541石7斗8升6合0勺1才1撮)・山田村(89石4斗0升8合9勺9才7撮)・富尾村(98石1斗2升4合0勺0才1撮)・上矢田村(493石0斗1升4合0勺08撮)・羽塚新田(24石5斗9升1合9勺9才9撮)・羽塚村(193石0斗2升4合0勺0才2撮)・下矢田村(473石8斗0升8合9勺9才0撮)・楠村(212石2斗9升1合0勺0才0撮)・上町村(1132石5斗1升7合9勺4才4撮)・西尾村(1916石0斗5升6合0勺3才0撮)・下町村(469石3斗6升2合0勺0才0撮)・森下村(126石3斗5升7合0勺02撮)・六ツ家村(43石2斗5升5合0勺0才1撮)・伊藤村(146石8斗5升4合0勺0才4撮)・戸ヶ崎村(540石7斗6升3合9勺7才7撮)・川口村(267石3斗4升8合99才9撮)・西中野村(159石0斗9升5合9勺9才3撮)・作原村(39石2斗0升3合9勺9才9撮)・今井村(22石7斗6升8合9勺9才9撮)・上今川村(357石9斗0升6合0勺0才6撮)・下今川村(391石6斗4升0合9勺9才1撮)・斎藤村(293石1斗3升6合9勺9才3撮)・須脇村(296石6斗8升8合9勺9才5撮)・十郎島村(126石1斗3升3合0勺0才3撮)・細池村(457石3斗9升0合01才5撮)・小焼野村(233石9斗4升4合00才0撮)・鎌谷村(416石4斗1升5合98才5撮)・鵜ヶ池村(496石9斗1升5合9勺8才5撮)・熊子村(238石0斗2升9合0勺0才7撮)・菱池村(538石1斗6升8合0勺3才0撮)・味崎村(270石8斗3升7合0勺0才6撮)・矢曾根村(486石8斗5升6合9勺9才5撮)・深池村(427石8斗9升0合9勺9才1撮)・寄住村(369石1斗8升7合01才2撮)・八面村(572石4斗7升1合9勺8才5撮)・新渡場村(131石8斗6升9合0勺0才3撮)・道光寺村(329石5斗7升8合0勺0才3撮)・志篭谷村(359石9斗1升1合9勺8才7撮)・町田村(384石1斗3升5合0勺1才0撮)・寄近村(130石9斗4升0合9勺9才4撮)・徳次村(365石4斗2升0合0勺1才3撮)・宅野島村(222石0斗6升7合0勺0才1撮)・白浜新田(116石1斗6升7合0勺0才0撮)・富好新田(603石7斗1升5合3勺9才3撮)・花蔵寺村(416石3斗1升9合0勺0才0撮)・室村(220石0斗8升5合9勺9才9撮)・平原村(519石6斗2升7合9勺9才1撮)・和気村(200石0斗1升3合0勺0才0撮)・尾花村(151石5斗5升2合9勺9才4撮)・米野村(168石5斗4升2合0勺0才7撮)・小島村(487石5斗1升5合0勺1才5撮)・国森村(273石0斗4升0合0勺0才9撮)
- - 額田郡のうち - 7村

岩戸村(81石5斗8升0合0勺0才2撮)・才熊村(56石7斗4升1合0勺0才1撮)・稲熊村(124石9斗3升9合7勺9才6撮)・大平村(245石0斗1升6合0勺0才6撮)・山綱村(221石4斗0升8合9勺9才7撮)・萱園村(429石8斗4升1合0勺0才3撮)・山畑村(369石3斗2升9合0勺1才0撮)		
- - 加茂郡のうち - 19村

柏ヶ洞村(27石4斗4升3合0勺0才1撮)・三ツ久保村(121石2斗3升6合0勺0才0撮)・白川村(264石5斗3升3合9勺9才7撮)・大野村(39石0斗2升1合0勺0才0撮)・大倉村(95石4斗0升7合9勺9才7撮)・松名村(106石7斗1升4合9勺9才6撮)・苅萱村(82石5斗1升8合9勺9才7撮)・北村(119石7斗2升3合0勺0才0撮)・遊屋村(81石3斗9升0合9勺9才9撮)・西萩平村(63石7斗8升5合0勺0才0撮)・西一色村(230石1斗9升2合9勺9才3撮)・大平村(53石3斗7升6合9勺9才9撮)・土橋村(145石9斗2升3合0勺0才4撮)・福谷村(97石8斗9升8合0勺0才3撮)・黒笹村(150石9斗2升9合9勺9才3撮)・東市野々村(32石3斗4升2合9勺9才9撮)・宮口村(29石7斗4升9合0勺0才1撮)・田籾村(54石5斗5升5合0勺0才0撮)・福田村(342石6斗5升1合0勺0才1撮)
- - 宝飯郡のうち - 4村

竹ノ谷村(60石5斗9升4合0勺0才2撮)・下佐脇村(1562石8斗0升2合9勺7才9撮)・下佐脇新田(13石2斗5升8合0勺0才0撮)・平尾村(1109石5斗5升0合0勺4才9撮)		
- 遠江国
  - 榛原郡のうち - 2村（静岡藩に編入）

上吉田村(895石9斗3升3合2勺2才8撮)・白井村(543石6斗3升3合9勺7才2撮)		
- - 城東郡のうち - 8村（同上）

吉沢村(455石6斗9升2合9勺9才3撮)・本所村(408石2斗5升7合1勺7才2撮)・富田村東組(330石5斗7升1合9勺9才1撮)・富田村西組(88石6斗7升7合8勺7才2撮)・赤土村(116石7斗1升7合0勺0才3撮)・上平川村(676石5斗6升2合9勺8才8撮)・堂山新田(360石9斗1升5合9勺8才5撮)・河東村(1322石7斗4升6合0勺9才4撮)		
- 駿河国
  - 駿東郡のうち - 1村（同上）

柿田村(263石5斗8升5合9勺9才9撮)
- - 富士郡のうち - 2村（同上）

今井村(421石8斗3升8合0勺1才3撮)・依田橋村(809石7斗3升1合0勺1才8撮)	
- 越前国
  - 南条郡のうち - 7村（うち1村を本保県、1村を第1次福井県に編入）

阿久和(110石5斗3升6合4勺0才0撮)・中小屋(107石5斗5升0合0勺0才3撮)・春日野(628石5斗5升4合0勺1才6撮)・下中津原(716石1斗9升3合9勺7才0撮)・下別所(107石8斗1升4合0勺0才3撮)・池ノ上(1196石8斗0升0合0勺4才9撮)・堂宮(213石9斗6升4合9勺9才6撮)		
- - 丹生郡のうち - 27村（うち4村を本保県に編入）

当田(715石4斗0升0合0勺2才4撮)・下野田(1084石2斗2升9合9勺8才0撮)・小泉(1193石7斗3升9合0勺1才4撮)・上川去(775石2斗9升4合9勺8才3撮)・上四目(265石7斗9升0合0勺0才9撮)・片屋(1143石1斗5升1合2勺4才5撮)・漆原(337石6斗7升9合9勺9才3撮)・中山(219石4斗9升4合9勺9才5撮)・勾当原(2石9斗5升9合0勺0才0撮)・八田(880石7斗9升9合9勺8才8撮)・江波(723石7斗2升6合0勺1才3撮)・南居北山(946石0斗7升0合0勺0才7撮)・天王(271石1斗7升0合0勺1才3撮)・宝泉寺(84石8斗7升9合9勺9才7撮)・坪谷(566石1斗6升5合7勺1才0撮)・御油(302石0斗9升2合9勺8才7撮)・真栗(808石1斗3升2合0勺1才9撮)・三ツ俣(201石0斗2升2合9勺9才5撮)・上野田(368石0斗1升4合0勺0才8撮)・在田(657石2斗3升1合9勺9才5撮)・下氏家(690石6斗1升9合9勺9才5撮)・米口(206石4斗6升8合0勺0才2撮)・朽川(537石0斗9升1合0勺0才3撮)・高森(260石2斗0升0合0勺1才2撮)・田中(990石9斗3升7合0勺1才2撮)・下四目(242石4斗9升2合0勺0才4撮)・内郡(561石2斗0升0合0勺1才2撮)	
- - 坂井郡のうち - 3村

金剛寺(381石4斗9升0合9勺9才7撮)・井向(931石7斗9升9合9勺8才8撮)・石塚(1252石0斗9升9合9勺7才6撮)		
- 安房国
  - 平郡のうち21村（明治維新後に、旧幕府領2村、旗本領1村、前橋藩領4村、船形藩領6村、館山藩領2村、寺社領のみ1村、安房上総知県事領5村、内訳は旧幕府領2村、船形藩領3村）が加わった。
- 奥山　旧前橋藩領(117石6斗3升2合0勺0才4撮)
- 佐久間仲　旧前橋藩領(842石5斗0升5合9勺8才1撮)、旧密厳院領(18石3斗1升6合0勺0才0撮)、旧密蔵院領(9石5斗3升0合0勺0才0撮)、旧光明寺領(5石0斗0升0合0勺0才0撮)、社堂十ヶ所除地(0石7斗8升3合0勺0才0撮)、郷蔵敷除地(0石2斗4升0合0勺0才0撮)、正法庵除地(0石8斗6升7合0勺0才0撮)、楳胤寺除地(0石1斗6升0合0勺0才0撮)、無量寺除地(0石2斗0升0合0勺0才0撮)
- 丹生　旧船形藩領(132石7斗2升7合9勺9才7撮)
- 原　旧船形藩領(406石8斗5升5合0勺1才1撮)、旧興禅寺領(58石5斗0升0合0勺0才0撮)、旧正善院領(20石0斗0升0合0勺0才0撮)、旧長泉寺領(0石8斗8升0合0勺0才0撮)、旧法華寺領(1石4斗0升0合0勺0才0撮)、旧光厳寺領〔明治5年西青木村ヨリ入ル〕(15石4斗6升6合0勺0才0撮)
- 岡本　旧船形藩領(104石1斗1升0合0勺0才1撮)
- 上組岡本　旧船形藩領(115石1斗8升0合0勺0才0撮)
- 下組岡本　旧船形藩領(115石1斗8升0合0勺0才0撮)
- 塩入　旧船形藩領(29石1斗3升9合0勺0才0撮)、旧八幡社領(5石0斗0升0合0勺0才0撮)、旧満蔵寺領(1石8斗0升0合0勺0才0撮)、海禅寺除地(1石3斗2升0合0勺0才0撮)
- 坂ノ下　旧船形藩領(安房上総知県事支配)(10石7斗5升0合0勺0才0撮)
- 南無谷　旧代官支配所(安房上総知県事支配)(449石1斗4升5合9勺9才6撮)
- 宮谷　旧幕府領(代官支配所)(232石3斗3升0合9勺9才4撮)
- 合戸　旧幕府領(代官支配所)(362石4斗6升0合9勺9才9撮)、旧福満寺領(6石0斗0升0合0勺0才0撮)
- 米沢　旧前橋藩領(239石0斗5升7合0勺0才7撮)
- 吉井　旧前橋藩領(301石8斗0升2合0勺0才2撮)
- 吉浜　旧旗本坪内伊豆守領(69石2斗6升7合9勺9才8撮)、旧妙本寺領(16石4斗1升0合0勺0才0撮)、神明免除地(0石0斗9升0合0勺0才0撮)、稲荷免除地(0石0斗8升3合0勺0才0撮)
- 居倉　旧船形藩領(安房上総知県事支配)(61石8斗3升4合0勺0才0撮)
- 手取　旧船形藩領(安房上総知県事支配)(44石7斗9升1合0勺0才0撮)
- 荒川　旧代官支配所(安房上総知県事支配)(717石3斗9升0合9勺9才1撮)、光明寺除地(安房上総知県事支配)(0石0斗6升7合0勺0才0撮)
- 川上　旧館山藩領(213石3斗3升5合0勺0才7撮)
- 山田　旧館山藩領(368石3斗0升3合0勺0才9撮)、高照寺除地(0石3斗0升0合0勺0才0撮)
- 井野　旧清澄寺領(155石4斗0升1合9勺9才3撮)